# Strawberry (Arkansas)
Strawberry est un village situé dans l’État américain de l'Arkansas, dans le comté de Lawrence.